# Телевидение Риу-Гранди-ду-Сул
Телевидение в Риу-Гранди-ду-Сул начало свою историю 20 декабря 1959 года с появлением TV Piratini, пятого канала в Порту-Алегри, который был связан с сетью Tupi.

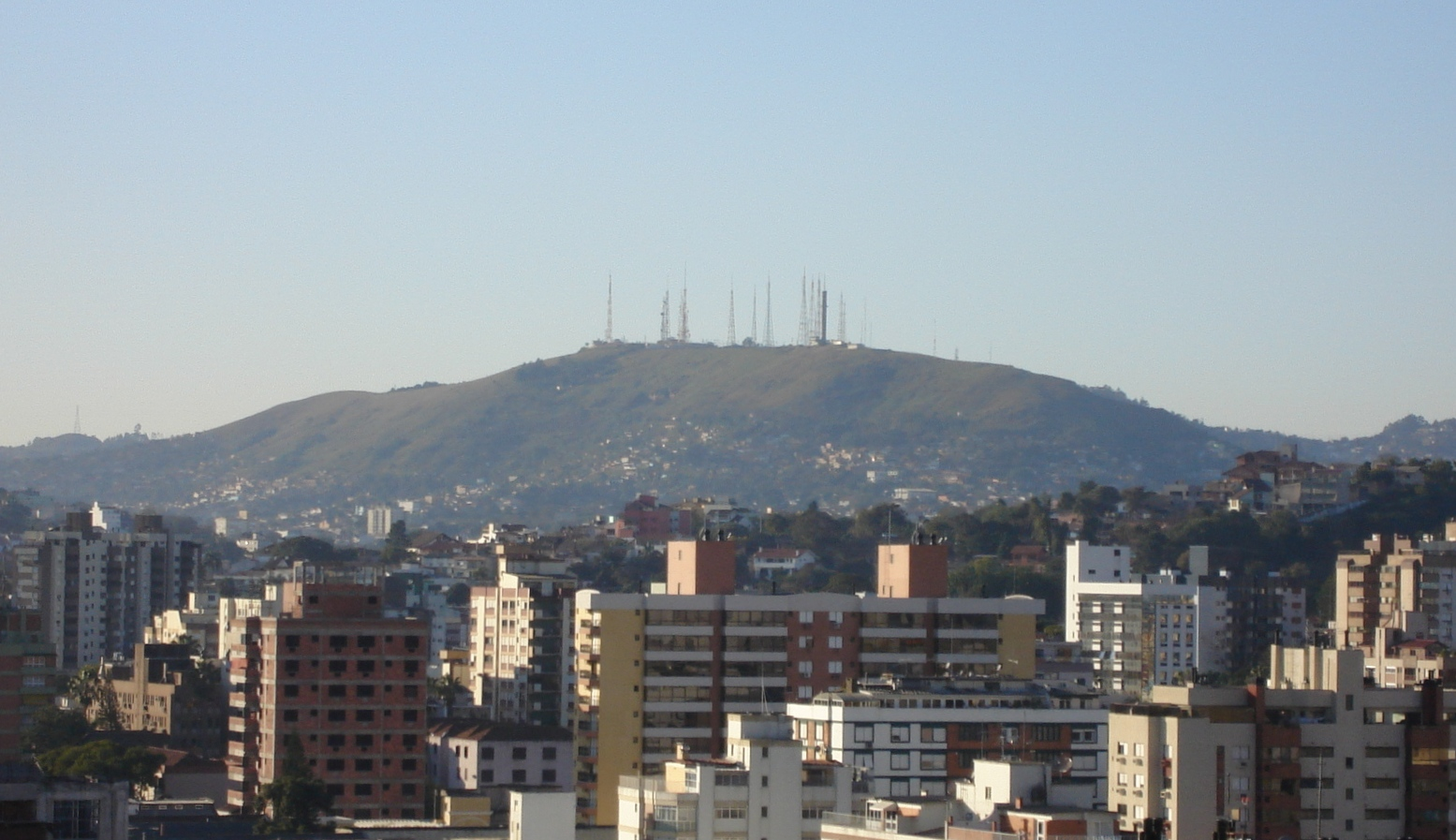
Антенны вещательных телеканалов, расположенных в Морро-да-Полис, в Порту-Алегри

## История каналов

### Телеканалы в Порту-Алегри до отключения аналогового сигнала 14 марта 2018 года

#### Канал 2 - (TV Guaíba / Record Guaíba)
Канал 2 начал вещание 10 марта 1979 года. Его владельцем был Брено Калдас, который уже владел Radio Guaíba. TV Guaíba оставался независимым на протяжении всей своей истории, никогда не присоединяясь к какой-либо национальной сети. В его эфире можно было увидеть фильмы, сериалы, документальные фильмы и сторонние программы, такие как «Guerrilheiros da Notícia» от Флавио Алькарас Гомеша и «Câmera 2» от Кловиса Дуарте.
В феврале 2007 года было объявлено о продаже канала и всей журналистской компании Caldas Junior компании Grupo Record. 1 июля станция сменила название на TV Record Rio Grande do Sul и стала частью Rede Record, входя в её собственное вещательное подразделение.

#### Канал 4 (TV Pampa)
На протяжении всей своей истории этот канал имел множество партнерских отношений и всегда был частью коммуникационной сети Pampa. Он начал вещание в 1980 году как независимая телекомпания, как и TV Guaíba. В 1983 году TV Pampa стал первым филиалом сети Rede Manchete. В 1992 году TV Pampa прекратил сотрудничество с Manchete и стал независимым, но позже вернулся в ту же сеть.
В 1997 году TV Pampa окончательно прекратила своё сотрудничество с Manchete и присоединилась к Rede Record.
В январе 2003 года TV Pampa расстаётся с Record и присоединяется к RedeTV!, но в марте того же года этот союз был расторгнут. Таким образом, TV Pampa возвращается к сотрудничеству с Record.
В июле 2007 года Rede Record начинает вещание на канале 2, и TV Pampa снова присоединяется к RedeTV!.

#### Канал 5 (TV Piratini / SBT-RS)
Это был первый телеканал, который начал свою работу в штате Риу-Гранди-ду-Сул. Он был основан 20 декабря 1959 года и назывался TV Piratini. Этот канал входил в состав сети Tupi, которая также транслировала связанные ежедневные газеты. К сожалению, 18 июля 1980 года TV Piratini прекратил свою работу, и, как следствие, прекратила своё существование и сеть Tupi.
26 августа 1981 года в Порту-Алегри вновь заработал Канал 5. На этот раз он был предоставлен Сильвио Сантосу, основателю недавно созданной бразильской телевизионной системы TVS, известной тогда как TVS. В 1990 году канал сменил название на SBT RS.

#### Канал 7 (TVE-RS)
Общественный телеканал в городе принадлежит Fundação Cultura Piratini, организации, которая связана с Государственным секретариатом связи и цифрового включения правительства штата Риу-Гранди-ду-Сул. Концессию на вещание канала получило Образовательное телевидение (TVE-RS), основанное в 1974 году. С самого начала своего существования канал ретранслировал программы TV Cultura, TVE Brasil и TV Brasil.

#### Канал 10 (TV Difusora / Band RS)
Канал 10 начал свою работу в 1969 году под названием TV Difusora, принадлежавшим ордену капуцинов. Это была первая телевизионная станция в Бразилии, которая вещала в цвете и освещала фестиваль винограда, проходивший в Кашиас-ду-Сул. В 1980 году станцию приобрела компания Grupo Bandeirantes, и она была переименована в TV Bandeirantes Rio Grande do Sul (сейчас известна как Band RS).

#### Канал 12 (TV Gaúcha / RBSTV)
Он начал вещание в 1962 году, вместе с TV Gaúcha, и был племянником Маврикия Сироцкого.
В 1963 году он начал работать на TV Excelsior.
В 1967 году он перешёл от работы на TV Excelsior к сотрудничеству с Rede Globo.
В 1983 году компания расширила своё присутствие в штатах Риу-Гранди-ду-Сул и Санта-Катарина, открыв новые станции. В связи с этим она сменила название на RBS TV.

#### Канал 14 (MTV-RS - IdealTV)
Канал, который в 2001 году принадлежал Vit Music и был сдан в аренду Grupo Abril для ретрансляции MTV Brasil, в 2013 году был продан Grupo Spring de Comunicação и получил название Ideal TV. Он продолжал ретранслировать программы World TV и Universal TV.

#### Канал 16 (Rede Vida de Televisão)
В 2010 году в сети Vida de Porto Alegre произошли изменения в количестве каналов. Раньше трансляция велась с канала 20, а теперь она осуществляется на канале 16. Эти изменения были связаны с внедрением цифрового канала, который обеспечивает более высокое качество и точность сигнала.

#### Канал 18 (Rede Record / Rede Família / Rede Mulher / Record News)
В 1996 году Grupo Record получила в дар 18-й канал в Порту-Алегри. Первой вещательной компанией, которая начала использовать этот канал для ретрансляции своих передач, была TV Record São Paulo, принадлежащая Rede Record. В 1997 году, после присоединения канала 4 TV Pampa к Rede Record, Grupo Record начала использовать этот канал для ретрансляции сигнала из своей семейной сети.
В 2003 году TV Pampa разорвала отношения с Record и в течение трёх месяцев начала транслировать RedeTV!. В этот период Rede Record снова начал ретранслироваться по каналу 18. В марте TV Pampa возобновила сотрудничество с Record.

#### Канал 20 (Rede Vida de Televisão)
В 1995 году канал предоставил независимое телевидение в Сан-Жозе-ду-Риу-Прету для ретрансляции телевизионной сети Vida. Однако в 2010 году, когда телевизионная сеть Vida перешла на канал 16, доступ к этому каналу был прекращён.

#### Канал 24 (MTV Brasil / TV Canção Nova / Rede Gênesis)
Zatti & Zigon Communications обладает концессией на ретрансляцию телевидения на 24-м канале в Порту-Алегри. Первым партнёром компании была TV Abril, которая с 1991 по 2001 год ретранслировала канал MTV Brasil. Однако после перехода MTV Brasil на 14-й канал, TV Abril утратила свои позиции.
Позже канал был сдан в аренду другим вещательным компаниям: TV Song Nova (2008-2010) и сети Genesis в 2013 году.

#### Канал 36 (TVCOM / OCTO)
Это специализированный канал TVA, который принадлежит группе RBS. Первым вещателем, который использовал этот канал, была компания TVCOM, основанная в 1995 году и прекратившая свою деятельность в 2015 году. Затем на канале работал телевизионный проект OCTO, который просуществовал чуть менее года. В 2018 году канал был отключён в связи с прекращением аналогового вещания в регионе.

#### Канал 38 (TVCI / TV Evangelizar / TV Século XXI / RCI )
Канал, принадлежащий Южной Бразилии-радио и телевидению, начал вещание в 2010 году под названием TVCI. За всё время своего существования в аналоговом формате он активно сотрудничал с другими религиозными телеканалами.
В 2010 году он начал ретранслировать Всемирную сеть во всех своих программах.
В 2014 году он прекратил сотрудничество с международной сетью и начал создавать местные программы, в которые входили журналистские материалы, музыкальные клипы, рекламные ролики и интервью.
В 2015 году он начал ретранслировать TV Evangelizar и изменил своё название на RCI TV.
В 2016 году он прекращает сотрудничество с TV Evangelizar и начинает ретранслировать программы Сети 21 век.
В 2017 году он прекратил сотрудничество с телеканалом «TV 21 века» и начал ретранслировать программы из Всемирной сети.

#### Канал 40 (CBI / Rede 21 / MixTV / RBITV)
В 2001 году канал, принадлежащий Objective Group, начал вещание. Он занимал 12 часов в сутки, которые ранее были отведены под программы TV Shop Tour, транслировавшиеся через CBI.
В 2003 году Grupo Objetivo арендовал канал 40 у Grupo Bandeirantes для трансляции программ Сети 21.
В 2004 году канал завершил своё сотрудничество с сетью 21 и был переименован в RBI TV. Программы канала были разделены на три категории: те, что были проданы для независимых постановок, собственные программы и ежедневные программы для MIX TV, ещё одного канала, принадлежащего той же группе.
В 2009 году телеканал изменил своё название на MIX TV. Он начал показывать 12-часовые музыкальные программы каждый день, а остальные часы были отданы независимым постановкам.
В 2015 году канал вернулся к своему прежнему названию RBI TV, а MIX TV перешёл на закрытый канал.
В 2016 году он начал сотрудничество с TV Plenitude, чтобы обеспечить почти полный охват своих религиозных программ в телевизионной сетке.
В 2018 году телеканал прекратил сотрудничество с TV Plenitude и вновь стал независимой вещательной компанией. Почти весь свой временной интервал он сдает в аренду независимым продюсерским компаниям.

#### Канал 42 (CMT / MTV Brasil / RIT)
Этот канал, принадлежащий Abril Group, начал вещание в 1995 году. В то время он ретранслировал CMT Brasil в закодированном формате. Спустя годы, в этом же формате, канал начал показывать MTV Brasil — в то время каналы несуществующей TVA. В 2003 году Международная телевизионная сеть получила право ретранслировать программы RIT в полукодированном формате. В 2018 году, после отключения аналогового сигнала в регионе, RIT вернулся на ту же частоту с цифровым и полностью открытым сигналом.

#### Канал 44 (TV Cachoeira)
Этот канал является ретранслятором TV Cachoeira de Cachoeira do Sul, который, в свою очередь, передаёт программы TV Novo Tempo.

#### Канал 46 ( CNT / CNT-RS)
Этот канал был куплен в конце 90-х годов компанией Tartaroti, занимающейся коммуникациями, для ретрансляции национального сигнала CNT. Со временем он был продан CNT. В 2017 году CNT приобрела собственную станцию в Кашиас-ду-Сул и начала ретранслировать свой сигнал на канал 46, где также доступны более региональные программы, известные как CNT RS.

#### Канал 48 (Manchete / Ulbra TV / MultiRS)
В 1997 году, когда телеканал 4 Pampa TV покинул сеть Rede Manchete, чтобы присоединиться к Rede Record, Manchete в последние годы своего существования вещал на 48-м канале. В 1999 году сеть перестала существовать, и канал прекратил свою деятельность.
В 2004 году 48 канал вернулся в эфир с Ulbra TV, телеканалом, который вещает из Лютеранского университета Бразилии.
В 2013 году Ulbra TV объединилась с TV Cultura de São Paulo.
В 2025 году Ulbra TV было переименовано в MultiRS.

#### Канал 50 (Rede Boas Novas)
В 2010 году этот канал был ретранслятором TV Good New. В 2015 году он прекратил вещание, не переходя на цифровое телевидение. Спустя некоторое время программы TV Good New заняли половину сетки вещания сети Genesis.

#### Канал 55 (TV Urbana / TV Cristal / Rede Sul)
Городское телевидение было создано в Порту-Алегри в 1992 году публицистом Эйртоном Невесом. В течение нескольких лет оно специализировалось на программах, посвящённых скачкам, и транслировало соревнования с самых популярных бразильских ипподромов. Первоначально телевидение работало на 49-м канале Порту-Алегри, но затем было перемещено на 55-й канал, поскольку создавало помехи на 48-м канале, который использовался Rede Manchete. В конце 90-х годов компания была связана с несколькими телевизионными сетями, включая TVE Brasil, RedeTV!, Rede Brasil, Rede STV, TV Esporte Interactive и TV da Gente. В 2006 году телевидение было переименовано в RedeTV! RS, а затем в TV Cristal. В 2009 году компания вернулась под названием TV Urbana. В 2014 году, после того как она была выведена в эфир через судебный запрет, она получила собственную концессию и стала независимым каналом. Последнее изменение названия произошло в 2019 году, когда она стала называться «Южная сеть телевидения».

#### Канал 59 (TV Aparecida)
Этот канал принадлежал компании Sistema TV Paulista Ltda. Его целью было ретранслировать только что появившееся телевидение. Он начал вещание в 2011 году.

## Хронология телевидения

### Порту-Алегри
- 1959 год — В эфир выходит TV Piratini, 5 канал, принадлежащий сети «Tupi»;
- 1962 год — Телеканал TV Gaúcha начинает свою работу на 12-м канале;
- 1963 год — TV Gaúcha становится частью TV Excelsior;
- 1967 год — TV Gaúcha покидает состав TV Excelsior и присоединяется к Rede Globo;
- 1969 год — В эфир выходит 10-й канал — телеканал «Difusora»;
- 1974 год — TVE-RS начинает вещание. 7 канал — это образовательный общественный телеканал, принадлежащий правительству штата Южная Каролина. На начальном этапе он ретранслировал программы TVE Brasil, дополненные местными программами;
- 1979 год — Телеканал TV Guaíba, 2 канал, начинает вещание;
- 1979/1980 год — TV Difusora отделяется от независимого телеканала и присоединяется к Rede Bandeirantes;
- 1980 год — «Пампа ТВ», 4 канал, начинает своё вещание;
  - TV Difusora была продана Grupo Bandeirantes и стала называться TV Bandeirantes в штате Риу-Гранди-ду-Сул;
  - 18 июля была прекращена трансляция 5-го канала Piratini TV;
- 1981 год — Сильвио Сантос получает разрешение на вещание TV Piratini. 26 августа он возобновляет работу пятого канала, начиная трансляцию TVS в Порту-Алегри[3];
- 1983 год — TV Pampa, который ранее был независимым телеканалом, теперь присоединяется к Rede Manchete;
- 1983/1990 год — После приобретения станций в Санта-Катарине TV Gaúcha меняет своё название на RBS TV;
- 1990 год — Он начал вещание в рамках ретранслятора MTV Brasil, который принадлежит Grupo Abril. Это произошло на канале 24, став первой вещательной компанией в штате, которая работает на ультравысокой частоте;
- 1991 год — Телеканал TVE-RS, который раньше находился в Рио-де-Жанейро, теперь является частью TV Cultura в Сан-Паулу. Несмотря на это, он продолжит показывать программы TVE Brasil, также расположенного в Рио.
- 1992 год — На экраны выходит Urban TV, 49-й канал, который полностью посвящён скачкам. Он транслирует матчи с главных бразильских ипподромов.
- 1995 год — В эфир выходит TVCOM, 36 канал — общественный канал группы RBS с полукодированным сигналом.
- 1996 год — Ретранслятор сети Record начинает вещание на 18-м канале;
  - На 20-м канале начинает вещание ретранслятор сети Vida;
- 1997 год — TV Pampa прекращает сотрудничество с Rede Manchete и присоединяется к Rede Record;
  - «Red Manchete» начинает ретрансляцию на 48-м канале;
  - TV Urbana будет вещать на 55-м канале вместо 49-го, так как на последнем возникли помехи в работе сети Manchete;
- 1998 год — В эфире — ретрансляция Central Nacional de Televisão по 46-му каналу.
  - «Red Manchete» теперь доступна на 18-м канале. Она заменила запись другого телеканала, которая ранее шла по 4-му каналу на телеканале TV Pampa;
- 1999 год — Телеканал Manchete прекратил своё вещание. Из эфира выходит 48-й канал.
- 2001 год — MTV Brasil меняет номер своего канала. 24-й канал прекращает своё вещание и начинает сотрудничать с VIT Music, чтобы работать на 14-м канале с большей мощностью. Новое название канала — MTV RS.
  - TV Urbana присоединяется к TVE Brasil;
- 2002 год — В эфире TV Shop Tour, 40 канал;
  - Канал «Rede Mulher» теперь доступен на 18-м канале вместо «Rede Família»;
- 2003 год — TV Pampa Porto Alegre присоединяется к сети TV!, но работает только в течение первых трёх месяцев в году.
  - В начале апреля TV Pampa Porto Alegre вновь начинает трансляцию программ Rede Record;
  - TV Urbana была интегрирована в RedeTV! и заменила TVE-Brasil;
  - Теперь 21 канал транслируется на 40 канале вместо TV Shop Tour;
  - В эфире появился 30-й канал TV Unisinos. Хотя радиостанция была основана в Сан-Леопольдо, её сигнал можно было поймать в некоторых районах Порту-Алегри, хотя и с некоторым ухудшением качества;
  - TV Unisinos сотрудничает с Canal Futura.
- 2004 год — Ulbra TV — это 48-й сверхвысокочастотный канал, который ретранслирует программы STV;
  - Трансляция RBI на 40 канале вместо 21;
- 2005 год — В эфир выходит RIT с полукодированным сигналом на частоте 42 UHF;
- 2006 год — TV Urbana теперь называется RedeTV! RS;
- 2007 год — RedeTV! RS теперь называется TV Cristal;
  - Компания Grupo Record приобретает TV Guaíba и меняет её название на Record RS;
  - TV Pampa начинает сотрудничать с RedeTV!;
  - TV Cristal сотрудничает с SescTV;
  - TVE-RS прекращает своё сотрудничество с TVE Brasil и становится аффилированным лицом только с TV Cultura;
  - «Record News» будет транслироваться на 18-м канале вместо «Rede Mulher»;
- 2008 год — TV Cristal присоединяется к Rede Brasil;
  - 29 июля в эфир выходит новый телевизионный канал Canção Nova. Он будет транслироваться на частоте UHF, канал 24;
  - 4 ноября на 34-м канале ультравысокой частоты (UHF) состоится премьера телеканала RBs TV в формате высокой чёткости (HD). Это был первый телеканал с цифровым вещанием;
- 2009 год — TV Cristal возвращается под старым названием – TV Urbana;
- 2009/2010 год — RBI теперь известен как Mix TV — это телеканал, который входит в ту же группу, что и другие каналы в её составе;
  - 2 декабря телеканал TV Record в Риу-Гранди-ду-Сул начнёт цифровое вещание на 21-м канале UHF;
- 2010 год — 3 июня на 32-м канале ультравысокой частоты (UHF) началось вещание Band HDTV;
  - 10 ноября SBT HD начнет вещание на 28-м цифровом канале UHF;
  - Ретранслятор TVCI вещает на 38 канале и почти все программы предоставляются в аренду Всемирной церковью.
  - TV Cachoeira вещает на 44 канале, который принадлежит TV Novo Tempo, и имеет концессию в Cachoeira do Sul;
  - Телеканал «Boas Novas» будет транслироваться на 50-м канале UHF;
  - Ретранслятор сети Vida теперь доступен для просмотра на 16-м канале UHF;
  - Телепередача «TV Song Nova» транслируется на 24-м канале UHF;
- 2011 год — 25 июля состоялся запуск сети Vida HD. Трансляция осуществляется по 17 каналу UHF;
- 2011/2012 год — 25 августа в эфир вышел ретранслятор телевидения, который работает на 59-м канале UHF;
  - 18 октября телеканал TV Brasil начнет вещание на 65 цифровом канале UHF;
  - TVE-RS прекращает своё сотрудничество с TV Cultura и переходит к TV Brasil;
- 2012 год — 26 апреля телеканал «Pampa Porto Alegre» начинает вещание на 26-м канале UHF;
  - Телеканал Câmara TV транслируется в цифровом формате на 61.1 канале UHF;
  - ALTV RS выходит в эфир на 61.2 канале UHF;
  - Телеканал Senate TV транслируется на канале 61.3 UHF;
  - TV Urbana прекращает своё участие в Rede Brasil и начинает ретранслировать интерактивное спортивное телевидение Esporte;
- 2013 год — Трансляция Rede Genesis осуществляется на 24 канале UHF;
  - MTV Brasil прекращает своё вещание на общедоступном канале. Вместо него на 14-м канале UHF будет выходить Ideal TV;
  - Канал TVE-RS HD транслируется на 30-м канале UHF;
  - Ulbra TV сотрудничает с TV Cultura из Сан-Паулу;
- 2014 год — Ideal TV активно сотрудничает с Всемирной сетью, чтобы транслировать религиозные программы в рамках своей обширной сетки вещания;
  - Ретранслятор CI HD TV стал доступен для просмотра на 39-м канале UHF;
  - Эфирное вещание TV Camara de Porto Alegre доступно на 61.4 канале UHF;
- 2015 год — TV Urbana завершает сотрудничество с TV Esporte Interativo и переходит к самостоятельной деятельности;
  - TVCOM завершает своё вещание на 36 канале UHF, и вместо него в эфир выходит канал OCTO;
  - RBI TV выходит в эфир на 40 канале UHF, заменив MIX TV, который ранее был доступен только в рамках закрытого телевидения;
  - Телеканал Boas Novas завершает свою работу на 50-м канале UHF;
  - TV Ci завершает своё сотрудничество с TV Evangelizar и становится RCI TV;
  - TVE прекращает своё сотрудничество с TV Brasil и возвращается к партнёрству с TV Cultura;
- 2016 год — RBI TV продолжает сотрудничество с TV Plenitude, транслируя свои религиозные программы почти по всей сети 40 канала UHF;
  - Канал "Boas Novas" транслируется в течение 12 часов в сети Genesis;
  - Телеканал RCI TV завершает ретрансляцию телеканала Evangelizar TV и начинает показывать программы из сети 21st Century;
  - Телеканал Unisinos прекратил вещание в рамках канала Futura и теперь представляет собой самостоятельный телевизионный канал под названием Canção Nova;
  - Вещание канала OCTO приостановлено;
- 2017 год — RCI TV прекращает своё сотрудничество с TV Século 21 и начинает трансляцию программ из всемирной сети;
  - Канал Ulbra TV SD вещает на 50 канале UHF;
  - Канал Ideal TV HD доступен в цифровом формате на 15-м UHF-канале;
  - CNT-RS HD начинает вещание в Кашиас-ду-Сул, пользуясь концессией на 47 канале UHF Digital;
  - TVE-RS завершает своё вещание на 7 канале VHF и будет доступен только в цифровом формате на 30 канале UHF;
  - Ideal TV завершает сотрудничество с Всемирной Сетью и начинает вещание программ Universal TV;
- 2018 год — (VC 22.1) — Rede Brasil HD начинает свою работу в тестовом режиме на 20 канале UHF. На этом этапе канал будет доступен только на короткое время;
  - (VC 24.1) — Сеть Genesis HD начинает вещание на 23 канале UHF;
  - (VC 40.1) – запуск RBI TV HD на 41 канале UHF;
  - (VC 42.1) — вещание RIT HD на 43 канале UHF;
  - (VC 44.1) — на 45 канале UHF в эфир выходит TV Cahoiera в формате HD.
  - (VC 55.1) - Начало вещания SD Urban TV в эфир на 48-м канале UHF;
  - (VC 59.1) — Aparecida HD начинает вещание на цифровом канале UHF 43;
  - 14 марта 2018 года в городах Порту-Алегри, столичном регионе и Кашиас-ду-Сул прекращена передача аналогового сигнала. Вместо него каналы будут транслироваться в цифровом формате.
  - RBI TV прекращает своё сотрудничество с TV Plenitude. Вместо религиозных программ на канале будут показывать музыкальные клипы, интервью, новости, телемагазины и рекламные ролики;
  - Ideal TV прекращает сотрудничество с TV Universal и с первого этапа вещания начинает транслировать программы NBR, выпуски новостей и повторы собственного производства;
  - Телеканал RBI TV возобновляет показ религиозных программ на 40 канале UHF в партнёрстве с World TV;
  - С 17 июня телеканалы TV Câmara (VC 61.1), ALTV (VC 61.2), TV Senado (VC 61.3) и TV Câmara в Порту-Алегри (VC 61.4) вещали на 25-м канале UHF, вместо 61-го канала UHF, который они занимали ранее;
  - В конце сентября RBI TV завершает своё сотрудничество с World TV и возвращается к своему прежнему статусу независимого канала;
  - Телеканал Unisinos меняет своё название на TV Canção Nova RS;
- 2019 год — 13 февраля RCI, в сотрудничестве с AFIPE, изменил свое название на TV Pai Eterno;
  - 13 июня в эфир выйдет ретранслятор бразильской сети ES, который будет транслироваться на 22 канале (VC 22.1). Он принадлежит RBTV;
  - 11 сентября телеканал «Câmara de Porto Alegre» переместился на 63.1 канал, а 61.4 канал стал частью телеканала «Senado»;
- 2020 год — 21 июля начали вещание каналы Rede Vida Educação и Rede Vida Educação 2, которые входят в состав мультипрограммного комплекса Rede Vida;
  - 27 августа Ulbra TV перешёл на разрешение 1080i HD;
  - 29 августа законодательная сеть осуществила изменения в сетке каналов;
  - 14 сентября 11.2 канал Assembly TV начал вещание в формате 1080i HD;
  - 3 декабря канал Ideal TV заменили на Loading TV;
  - TVE-RS, ранее сотрудничавшая с TV Cultura, возвращается в состав TV Brasil;
- 2021 год — Rede Brasil сдает в аренду все свои программы для показа на Всемирном телевидении;
  - Телеканал Loading TV прекращает своё существование и меняет название на Ideal TV. При этом он арендует свой временной интервал у другого телеканала — World TV;
- 2022 год —  TV Urbana ерь будет называться Rede RS (Rede Sul De Televisão);
  - Rede Brasil возвращается к своим традиционным программам фильмов и сериалов после разрыва контракта с TV Mundial;
  - RbITV меняет свой виртуальный канал с 41.1 на 13.1;
- 2023 год — TV Happy вещает на 29-м канале UHF (29.1 CV);
  - TV Canção Nova RS транслируется на 14-м канале UHF (52,1 CV);
- 2024 год — Компания Record меняет название своего ретранслятора в районе RS на Record Guaíba. Это название отсылает к старому телеканалу Guaíba;
  - PopTV вещает на 23-м канале UHF (24,1 CV) и предлагает независимое программирование, заменив собой Rede Genesis;
  - Канал Ulbra TV меняет своё название на Multi TV, но при этом остаётся частью TV Cultura;
  - В некоторых графиках RBITV будет транслировать программы бразильского телевидения параллельно с TVE-RS.

### Риу-Гранди-ду-Сул

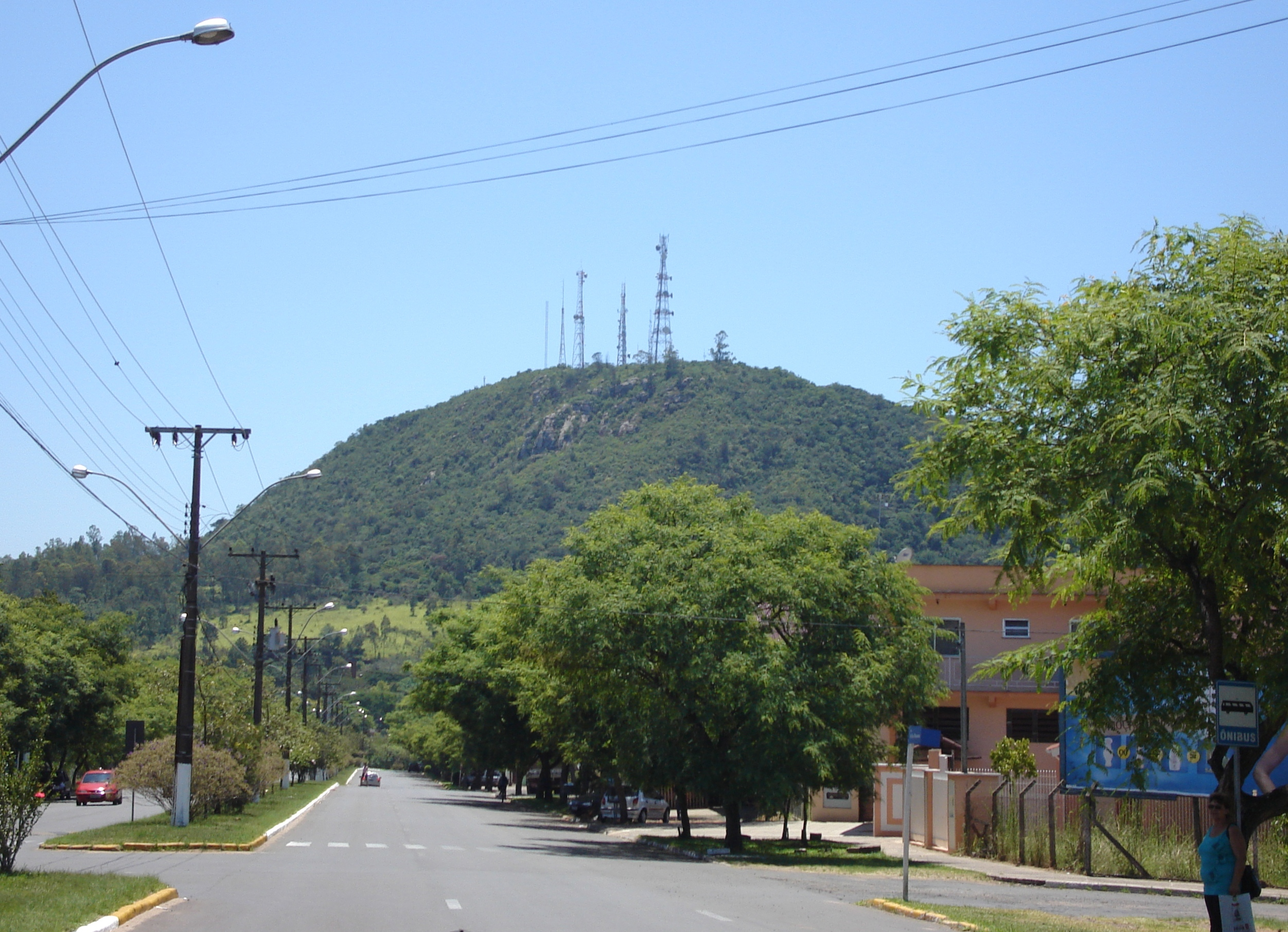
Телевизионные антенны для широкого вещания в городе Морро-Сан-Жуан, который находится в Монтенегру

- 1969 год — Начало вещания телеканала «TV Caxias», 8 канал, Кашиас-ду-Сул;
  - Трансляция Imembuí TV, канал 12, Санта-Мария;
- 1972 год — В эфир выходят телеканалы TV Tuiuti, 4 канал в Пелотас, и TV Erexim, 2 канал в Эрешин;
- 1974 год — В эфире TV Uruguaiana, 13 канал, Уругваяна;
- 1977 год — В эфире появились два новых канала: TV Bagé, 6 канал города Баже, и TV Rio Grande, 9 канал города Риу-Гранди;
- 1979 год — В эфир выходит TV Cruz Alta, 3 канал Крус-Алты;
  - Вещатели сети «BrasilSul» стали называться RBS TV;
- 1980 год — Выход в эфир TV Umba на 7 канале Пасу-Фунду;
- 1987 год — Вещание на TV Pampa Sul, 13 канал, Пелотас;
- 1988 год — В эфир выходят два канала: RBS TV Santa Cruz (канал 6 в Санта-Крус-ду-Сул) и TV Pampa Norte (канал 9 в Каразинью);
- 1992 год — В эфире появились телеканалы: RBS TV Santa Rosa, который является 6 каналом в городе Санта-Роза, а также телеканал Pampa Centro, который представляет собой 4 канал в Санта-Марии;
  - Станции Rede Pampa de Comunicação, расположенные на территории штата, интегрированы в SBT;
- 1997 год — Начало трансляции UCS TV, который вещает на 27-м канале в Кашиас-ду-Сул;
- 2000 год — Трансляция TV Cultura do Vale, который входит в 53 канал, в Монтенегру;
- 2003 год — Трансляция TV Unisinos, канал 30, Сан-Леополду;
  - Станции Rede Pampa de Comunicação, расположенные в этом штате, сотрудничают с Rede Record;
- 2008 год — В феврале радиостанции сети Pampa de Comunicação, расположенные во внутренних районах штата, начали использовать бренд Record;
  - В июне, после разногласий между двумя компаниями, телеканалы Pampa вернулись к использованию бренда TV Pampa. Контракт между Pampa и Record был расторгнут;
  - Также в июне местное телевидение Пелотаса прекращает вещание SBT, чтобы вместо этого передавать новости Record. В Пелотасе SBT работает на 16-м канале;
  - 14 июля телеканал TV Nativa объединились с каналами Rede Record и Rede Pampa в центральной части страны и показывают программы RedeTV!;
- 2012 год — 28 февраля 2012 года в городе Кашиас-ду-Сул и в регионе начал вещание цифровой канал RBS TV HD. Он доступен на 33-м канале UHF;
- 2013 год — 18 апреля 2013 года в Санта-Марии и в регионе начал транслироваться цифровой сигнал RBS TV HD. Он будет доступен на 33 канале UHF;
  - В мае 2013 года телеканал TV Nativa de Pelotas покинул состав Rede Record и 30 июня присоединился к Top TV. Позднее он был переименован в Top TV Pelotas;
  - В ноябре 2013 года на 34-м цифровом канале UHF в Pelotas начал вещание телеканал RBS TV Pelotas HD;
- 2018 год — 28 ноября 2018 года в Пелотасе, Риу-Гранди и других районах региона началось отключение аналогового сигнала. Теперь жители смогут смотреть телеканалы в цифровом формате;
  - 5 декабря 2018 года в Санта-Марии и регионе началось отключение аналогового сигнала. Теперь каналы можно смотреть только в цифровом формате;
- 2019 год — (VC: 30.1) — В Пелотасе телеканал Canção Nova завершил переход на цифровой сигнал и теперь вещает на 16-м канале UHF;
- 2020 год — (VC: 21.2) — Канал Câmara Pelotas впервые начал вещание в открытом формате на 21-м канале UHF. Вместе с ним на этом канале доступны ретрансляторы TV Câmara (VC: 21.1), TV Senado (VC: 21.3) и TV Assembleia (VC: 24.1);
- 2021 год — В городе Риу-Гранди начинает вещание телеканал Farol Rio Grande, занимающий 41-й канал UHF (VC: 11.1). Ранее этот канал использовался для ретрансляции RIT TV в городе, но RIT сохранил свой сигнал на частоте, так как TV Farol Rio Grande стал частью радиостанции;
- 2023 год — (VC 2.1) — RecordTV RS SD вещает на 22-м цифровом канале UHF в Пелотасе.